# Orientothele yani
Espèce
Synonymes
- Macrothele yani Xu, Yin & Griswold, 2002

Orientothele yani est une espèce d'araignées mygalomorphes de la famille des Macrothelidae.

## Distribution
Cette espèce est endémique du Yunnan en Chine,. Elle se rencontre dans les Gaoligongshan de 1 150 m à 1 220 m d'altitude dans le xian de Fugong,.

## Description
La femelle holotype mesure 19,77 mm.
Le mâle décrit par Shi, Yang, Zhao et Yang en 2018 mesure 14,89 mm.

## Systématique et taxinomie
Cette espèce a été décrite sous le protonyme Macrothele yani par Xu, Yin et Griswold en 2002. Elle est placée dans le genre Orientothele par Shao, Zhou et Lin en 2025.

## Étymologie
Cette espèce est nommée en l'honneur de Heng-mei Yan.

## Publication originale
- Xu, Yin & Griswold, 2002 : « A new species of the spider genus Macrothele from the Gaoligong Mountains, Yunnan, China (Araneae: Hexathelidae). » The Pan-Pacific Entomologist, vol. 78, no 2, p. 116-119 (texte intégral).